# Юльфельд
Юльфельд (нім. Uehlfeld) — громада в Німеччині, розташована в землі Баварія. Підпорядковується адміністративному округу Середня Франконія. Входить до складу району Нойштадт-на-Айші–Бад-Віндсгайм. Центр об'єднання громад Юльфельд.
Площа — 31,23 км2. Населення становить 3051 ос. (станом на 31 грудня 2020).